# (When You Gonna) Give It up to Me
(When You Gonna) Give It up to Me – singel z albumu Step Up wykonywany przez Seana Paula i Keyshię Cole. Promował film Step Up: Taniec zmysłów.

## Lista utworów
CD (Stany Zjednoczone)
1. "(When You Gonna) Give It up to Me" (featuring Keyshia Cole) [radio version]
2. "(When You Gonna) Give It up to Me" [instrumental]

CD (Wielka Brytania)
1. "(When You Gonna) Give It up to Me" (featuring Keyshia Cole) [radio version]
2. "Get Busy" [Sessions at AOL version]

Płyta gramofonowa
1. "(When You Gonna) Give It up to Me" (featuring Keyshia Cole) [radio version]
2. "(When You Gonna) Give It up to Me" [instrumental]
3. "Like Glue" [video mix]
4. "Get Busy" (featuring Fatman Scoop & Crooklyn Clan) [Clap Your Hands Now remix - street club long version]